# 永野紀吉
永野 紀吉（ながの きよし、1940年11月29日 - ）は日本の実業家。元ジャスダックの最高顧問。福岡県出身。

## 経歴
西南学院大学を卒業後、日興証券に入社しその後取締役となる。1997年に山加証券取締役社長、1998年に日本グローバル証券副社長となり、1999年6月にジャスダック・サービス（現・ジャスダック証券取引所）の社長に就任。「当時、米国のニューヨーク証券取引所とナスダックの力関係と、東京証券取引所と当時のジャスダック証券取引所の力関係とは大きな差があった。その差を詰めるために投資家や市場参加者がいる現場に足を向けた」ジャスダックの存在感を強めるための苦心を語る。2007年信越化学工業監査役。2009年日本IPO実務検定協会顧問。2010年SBIホールディングス取締役。2012年レック監査役。2015年レック取締役。2017年SBI証券取締役。